# Timor Est ai XXIV Giochi olimpici invernali
Timor Est ha partecipato ai XXIV Giochi olimpici invernali, che si sono svolti dal 4 al 20 febbraio 2022 a Pechino in Cina, con una delegazione composta da un atleta, Yohan Goutt Goncalves che è stato anche portabandiera alla Cerimonia d'Apertura.
Si è trattata della terza partecipazione di questo paese ai Giochi invernali.

## Delegazione
| Sport      | Uomini | Donne | Totale |
| ---------- | ------ | ----- | ------ |
| Sci alpino | 1      | 0     | 1      |
| Totale     | 1      | 0     | 1      |

## Risultati

### Sci alpino
| Atleta                | Evento                   | 1ª manche | 1ª manche | 2ª manche | 2ª manche | Totale  | Totale    |
| Atleta                | Evento                   | Tempo     | Posizione | Tempo     | Posizione | Tempo   | Posizione |
| --------------------- | ------------------------ | --------- | --------- | --------- | --------- | ------- | --------- |
| Yohan Goutt Goncalves | Slalom gigante maschile  | 1'21"52   | 52º       | DNF       | DNF       | DNF     | DNF       |
| Yohan Goutt Goncalves | Slalom speciale maschile | 1'15"48   | 52º       | 1'09"19   | 45º       | 2'24"67 | 45º       |